# Équipe de Nouvelle-Zélande de rugby à XV au tri-nations 1996
L'Équipe de Nouvelle-Zélande de rugby à XV au tri-nations 1996 termine première de la compétition avec 17 points et quatre victoires. C'est le premier titre des All Blacks dans la compétition.